# 힐스테이트 광교
힐스테이트 광교(영어: Hillstate Gwanggyo)는 대한민국 경기도 수원시 영통구 하동에 건설된 주상복합 아파트다.

## 같이 보기
- 수원시의 마천루 목록